# Star Wars: The Empire Strikes Back
Star Wars: The Empire Strikes Back es un videojuego para la Nintendo Entertainment System (NES) aparecido en EE. UU. en 1991, en Europa en 1992 y en Japón en 1993. Los objetivos eran el destruir un Droide Sensor Imperial, escapar de una caverna helada infestada de Wampas, luchar durante la batalla de Hoth, encontrarse con el maestro Yoda en Dagobah para entrenarse con él, e intentar rescatar a tus amigos en Cloud City de las manos de Darth Vader.
Encarnaremos a Luke Skywalker, y podremos utilizar una pistola láser o con un sable de luz para abrirnos camino por diferentes niveles, y utilizar varios vehículos como el Snowspeeder, el AT-ST o el X-Wing. Además, mientras Luke avanza en el juego podrá ir adquiriendo diferentes poderes de la fuerza como el super-salto, super-espada, super-blaster, levitar, rellenar vida, rellenar fuerza, intuición, o repeler láseres.
La versión de NES fue lanzada en 1992, el mismo año que Super Star Wars apartecio en SNES. Star Wars: The Empire Strikes Back fue lanzado durante el ciclo de vida final de la consola NES. La secuela correspondiente: Star Wars: The Return of the Jedi jamás fue desarrollado o lanzado para esta consola.
Este es el segundo de por ahora tres videojuegos lanzados bajo el título de Star Wars: The Empire Strikes Back para consola. Fue precedido por una versión de Atari 2600  y luego le siguió una versión para SNES.
Una "especie" de conversión, de este juego fue lanzada para el Game Boy. El producto fue reeditado y distribuido por una gran cantidad de publicaciones en un tiempo de 3 años.

## Niveles
Star Wars: The Empire Strikes Back fue un juego de acción en 2D de que se dividía en 10 áreas, o niveles. La estructura de los niveles se puede comparar con títulos como los de Metroid, con múltiples caminos y progresión ligeramente no lineal
- Nivel 1: Hoth
- Nivel 2: La Batalla de Hoth (este nivel se basó en el videojuego del mismo nombre aparecido en la Atari 2600 en 1982)
- Nivel 3: La Base Rebelde
- Nivel 4: Dagobah
- Nivel 5: Entrenamiento Jedi
- Nivel 6: El Acercamiento a Bespin (En este nivel controlamos el X-Wing)
- Nivel 7: Bespin
- Nivel 8: Slave 1 (En este nivel controlamos el X-Wing)
- Nivel 9: El Rescate de Leia
- Nivel 10: La cámara de congelación en carbonita (y enfrentamiento contra Darth Vader)